# عبد الكريم (راكب كانو)
عبد الكريم هو راكب الكنو إندونيسي، ولد في 10 مايو 1967.

## وصلات خارجية
- عبد الكريم على موقع أوليمبيديا (الإنجليزية)